# Процесс двадцати восьми
«Процесс двадцати восьми» (процесс Чубарова, Лизогуба, Давиденко и др.) — судебный процесс над революционными-народниками. Проходил в Одесском военно-окружном суде 25 июля (6 августа) — 5 (17) августа 1879.
Так как в Одессе было неспокойно после казни революционера Ивана Ковальского в августе 1878 года, заседания происходили не в здании суда, а в казарме № 5 под усиленной охраной армейских подразделений и жандармов. В знак протеста, большинство подсудимых отказалось не только от защитников, но и вообще от всякого участия в судебной процедуре.
С. Витенберг и И. Логовенко обвинялись в покушении на цареубийство, остальные в принадлежности к социально-революционной партии. С самого начала процесса стало понятно, что его результат предрешен заранее.
Все 28 обвиняемых были признаны виновными и приговорены к смертной казни через повешение, в том числе, 14-летняя Виктория Гуковская. Однако казнены были только пять человек, остальным смертная казнь заменена на каторгу или ссылку.
Процесс вызвал широкий резонанс в стране и в мире. Это был первый случай в Российской Империи, когда подросток был приговорен к ссылке по политическим мотивам.

## Участники процесса

### Председатель суда
- Военный прокурор полковник Г. И. Яковлев.

### Подсудимые и приговор
| - Баламез А. М. — 20 лет каторги - Виттенберг С. Я. — смертная казнь - Гуковская В. Л. — пожизненная ссылка - Давиденко И. Я. — смертная казнь - Зайднер А. Н. — 10 лет каторги - Калюжный А. А. — 10 лет каторги - Ковалёв П. А. — 10 лет каторги - Колтановский А. П. — пожизненная каторга - Комов А. И. — 15 лет каторги - Кравцов В. Х. — пожизненная каторга - Кутитонская М. И. — 4 года каторги - Лизогуб Д. А. — смертная казнь | - Логовенко И. И. — смертная казнь - Лурий А. Г. — 6 лет каторги - Медведев Э. Б. — 12 лет каторги - Морейнис М. А. — ссылка - Никитин П. А. — 8 лет каторги - Попко Г. А. — пожизненная каторга - Скорняков М. Г. — 15 лет каторги - Чубаров С. Ф. — смертная казнь - Шнее С. А. — ссылка - Щепанский И. Л. — 4 года каторги - Фомичёв Г. И. — пожизненная каторга - Эйтнер М. Б. — 15 лет каторги |